# クリントン郡 (イリノイ州)

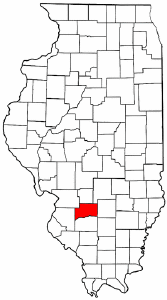
イリノイ州内の位置

クリントン郡 (英語: Clinton County) は、アメリカ合衆国イリノイ州にある郡。人口は35,535人（2000年）である。名称は第七代ニューヨーク州知事デウィット・クリントンに敬意を表して付けられた。郡庁所在地はカーライル（w:Carlyle, Illinois）である。

## 地理
アメリカ合衆国統計局によると、この郡は総面積1,304 km2 (503 mi2) である。このうち1,228 km2 (474 mi2) が陸地で76 km2 (29 mi2) が水地域である。総面積の5.81%が水地域となっている。

### 隣接する郡
- ボンド郡（北）
- ファイエット郡（北東）
- マリオン郡（東）
- ワシントン郡（南）
- セントクレア郡（西）
- マディソン郡（北西）

## 人口動静
2000年国勢調査で、この郡は人口35,535人、12,754世帯、及び9,221家族が暮らしている。人口密度は29/km2 (75/mi2) である。11/km2 (29/mi2) の平均的な密度に13,805軒の住居が建っている。この郡の人種的構成は白人94.19%、アフリカン・アメリカン3.91%、先住民0.16%、アジア0.33%、太平洋諸島系0.03%、その他の人種0.84%、及び混血0.54%である。人口の1.60%がヒスパニックまたはラテン系である。
この郡内の住民は24.90%が18歳未満の未成年、18歳以上24歳以下が9.30%、25歳以上44歳以下が30.20%、45歳以上64歳以下が21.30%、及び65歳以上が14.40%にわたっている。中央値年齢は37歳である。女性100人ごとに対して男性は106.60人である。18歳以上の女性100人ごとに対して男性は106.80人である。
この郡内の世帯ごとの平均的な収入は44,618米ドルであり、家族ごとの平均的な収入は52,580米ドルである。男性は36,035米ドルに対して女性は23,506米ドルの平均的な収入がある。この郡の一人当たりの収入 (per capita income) は19,109米ドルである。人口の6.40%及び家族の4.60%は貧困線以下である。全人口のうち18歳未満の7.80%及び65歳以上の6.00%は貧困線以下の生活を送っている。

## 都市及び町
- カーライル
- ジャーマンタウン
- Albers
- Aviston
- Bartelso
- Beckemeyer
- Breese
- Centralia
- Damiansville
- Hoffman
- Huey
- New Baden
- Trenton
- Wamac

1. ↑   American FactFinder, United States Census Bureau 2008年1月31日閲覧。